# 二硝基甲烷
二硝基甲烷是一种有机化合物，化学式为CH2(NO2)2，它是无色液体，在室温相对稳定，可以在0 °C保存数月。
二硝基甲烷可由二硝基甲基钾和氟化氢在乙醚中反应制得。
HKC(NO2)2+HF→H2C(NO2)2+KF